# Herekino (Nouvelle-Zélande)

Herekino est une localité de la région du Northland, située dans l’Île du Nord  de la  Nouvelle-Zélande.

## Situation
Elle siège à 26 km au sud ouest de la ville de Kaitaia.
Le mouillage d’” Herekino Harbour”, aussi appelé la ‘rivière Herekino’, est en fait un estuaire et une crique de la Mer de Tasman, s’étendant vers l’ouest. La ‘forêt d’Herekino’, qui contient une grande quantité de “ kauri” encore sur pieds, est située au nord, et la péninsule de ‘Tauroa’ s’étend vers le nord-ouest .

## Population
La population de la ville d’Herekino était de 1 947 habitants lors du recensement de 2006, en diminution de 100 personnes par rapport aux 2 055 personnes résidentes, recensées en 2001.

## Géographie
Le mouillage est bien au dessus du niveau de l’eau à marée haute avec juste un chenal peu profond pour son entrée. La partie supérieure du mouillage contient une forêt constituant une véritable mangrove .
La ville de ‘Herekino’ est située à l’extrémité nord-est de l’estuaire et le petit village de ‘Owhata’, siège sur les rochers sur la berge sud de l’entrée du mouillage. Owhata est une zone plate et herbeuse avec une plage peu profonde de sable et d’argile. Il n’y a guère d’abris plus naturel et un apport limité d’eau douce en été .

## Étymologie
Herekino fut dénommé ainsi d’après le nom du chef Māori :Tohe, qui le traversa sur son chemin pour aller rendre visite au chef local chef :Taunaha à Owhata et qui nota l’existence d’un type de lasso particulier pour attraper les oiseaux, qui avait été incorrectement attaché, ce qui pouvait causer des souffrances inutiles pour les proies. Il nomma la zone “Herekino-a-Taunaha (le faux nœud de Taunaha) .

## Histoire
L’iwi des Ngāti Ruānui (en) (maintenant Te Aupōuri (en)) dominait le "mouillage de Herekino" au niveau de ‘Whangape Harbour (en)’ et plusieurs combats se déroulèrent contre d’autres iwis dans ce secteur avant l’installation des européens .
En 1846, Le brick H.M.S. Osprey heurta la pointe de « Herekino Heads » à l’entrée de  Hokianga, à 30 km au sud, du fait du mauvais temps et la ressemblance des deux reliefs, tous les deux avec une pointe nord formées par des dunes de sable. Le Osprey fut conduit jusqu’à terre sur une berge sablonneuse peu profonde juste au nord de la pointe. Aucune perte de vie ne fut recensée. En 1965,La coque du navire naufragé était toujours visible,alors qu'il y était là depuis 120 ans et sera peut-être encore là après 170 ans.
Herekino fut nommé sur certaines cartes, le "False Hokianga" du fait de ses similarités dans l’aspect de son entrée .
Les immigrants venant de Dalmatie arrivèrent par groupes dans Herekino à la fin des années 1890 et vers 1906, il y avait à cet endroit 14 vignobles.

## Économie
Au milieu des années 1 960, Herekino avait un petit centre ville avec des magasins, un boucher, une station d’essence et d’autres échoppes. Toutefois à la suite du goudronnage de la route State Highway 1/SH 1, qui traverse les gorges du fleuve  Mangamuka vers Kaitaia, le centre-ville a décliné rapidement.

## Éducation
L’école de Herekino School est une école mixte primaire, allant du niveau 1 à 8, avec un taux de décile de 2 et un effectif de 61 élèves.